# Kotelevský rajón
Kotelevský rajón (ukrajinsky Котелевський район) byl rajón v Poltavské oblasti na Ukrajině. Hlavním městem byla Kotelva a rajón měl přibližně 19 tisíc obyvatel. 

## Sídla v rajónu
- Kotelva